# Streyminbron
Streyminbron (färöiska: Brúgvin um Streymin) är en bro som förbinder öarna Streymoy och Eysturoy på  
Färöarna.
Den byggdes 1971–1973 av byggbolaget 
E. Pihl & Søn och kostade 13 miljoner kronor. Bron, som ansluter till Eysturoy mellan Norðskáli och Oyrarbakki, var det första steget mot att avskaffa färjetrafiken mellan öarna.
Bron är 220 meter lång och avsedd för både fordons-, gång- och cykeltrafik. Farleden under bron är 25 meter bred med en fri segelhöjd på 17 meter. Körbanorna är  totalt 9,5 meter breda och har gångbanor på båda sidor.

Restiden från Eiði till Tórshavn minskade från fyra timmar 1950 till mindre än en när bron och Kollfjörðurtunneln blev klara.
Bron renoverades år 2011 och en gångbro fästes på norra sidan. Ombyggnaden kostade lika mycket som det kostade att bygga bron 1973.